# Olga Pantelejewa
Olga Pantelejewa (ur. 24 listopada 1971 w Leningradzie) – rosyjska koszykarka, posiadająca również polskie obywatelstwo, występująca na pozycji rzucającej.

## Osiągnięcia
Na podstawie, o ile nie zaznaczono inaczej.
Drużynowe
- Mistrzyni Polski (1996, 1998, 1999, 2001, 2002)
- Wicemistrzyni Polski (1997, 2004)
- Brązowa medalistka mistrzostw polski (1995, 2006)
- Uczestniczka rozgrywek:
  - Pucharu Ronchetti (1994/95, 1996–1998)
  - Euroligi (1998–2002)
  - Eurocup (2002/03)

Indywidualne
- MVP PLKK (1998, 2004)[3][4]
- Najlepsza polska zawodniczka PLKK (2004)[4]
- 4-krotna uczestniczka meczu gwiazd PLKK (2001, 2003, 2004, 2005)
- Liderka:
  - strzelczyń PLKK (1995)
  - PLKK w skuteczności rzutów wolnych (2005)